# Stuttgarter Waldheime

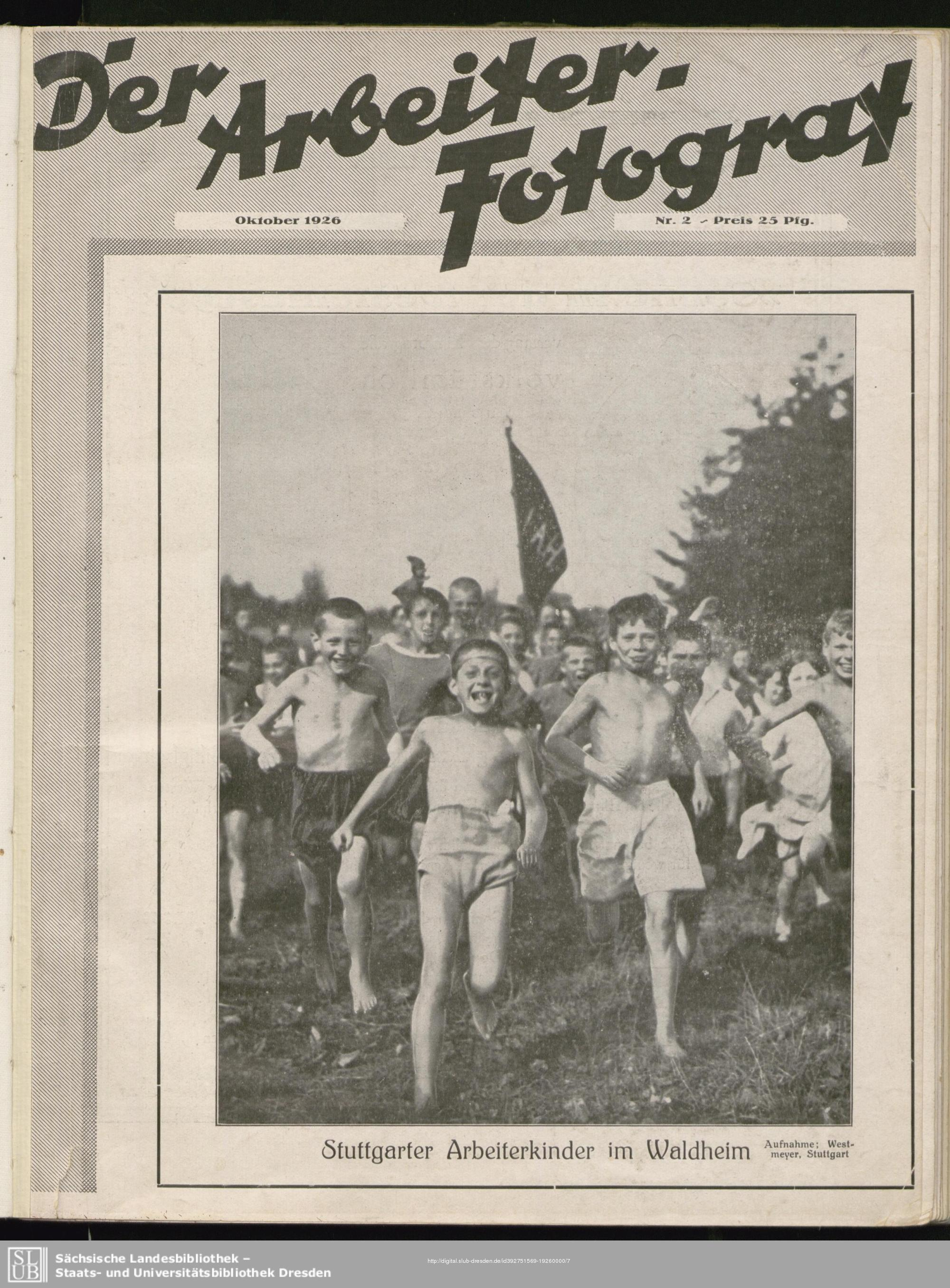
„Stuttgarter Arbeiterkinder im Waldheim“; Titelblatt der Zeitschrift Der Arbeiter-Fotograf vom Oktober 1926 mit einer älteren Aufnahme Sport treibender lachender Kinder durch Friedrich Westmeyer

Die Stuttgarter Waldheime sind von ursprünglich aus der Arbeiterbewegung hervorgegangenen Vereinen getragene Erholungs- und Veranstaltungsorte mit Gaststättenbetrieb.

## Waldheime der Arbeiterbewegung

### Eigenständige kulturelle Identität
Ein bedeutendes Datum der deutschen Arbeiterbewegung war der 30. September 1890, die Sozialistengesetze wurden aufgehoben. In der nachfolgenden Zeit war es den Arbeitern wieder möglich, sich politisch zu organisieren. Bereits am 2. November 1890 wurde in Württemberg die erste Landesorganisation der SPD gegründet, welche sich noch auf der gleichen Versammlung ein eigenes Parteistatut gab und somit zum Vorreiter für die Sozialdemokratie im Reich wurde. Neben der politischen Betätigung war es der Stuttgarter Arbeiterschaft ein großes Anliegen, sich eine eigenständige kulturelle Identität zu geben, die den Besonderheiten der arbeitenden Bevölkerung Rechnung trug und sich insbesondere von den bürgerlichen Vereinen abgrenzte. In diesem Sinne entstanden in fast allen Stuttgarter Stadtteilen Arbeitervereine, Gesangvereine, Turnvereine und Initiativen zur Schaffung der Waldheime.

### Waldheim Zuffenhausen
Die Gründung ist eng verbunden mit der Geschichte von Zuffenhausen und hat ihre Ursache in der sozioökonomischen Situation um die Wende zum 20. Jahrhundert. Die Entwicklung des Orts vom Bauerndorf zu einer Arbeiterwohngemeinde war zwar um das Jahr 1900 weitgehend abgeschlossen, aber in der damaligen, immer noch auch stark bäuerlich geprägten Gesellschaft mussten selbst die Kinder auf dem Feld mitarbeiten. Sogar die Schulen nahmen darauf Rücksicht: Es gab entsprechend Frühlingsferien zum Kartoffelstecken, Sommerferien zur Ernte und zum Heuen und im Herbst Ferien zur Kartoffel- und Rübenernte. Auch unser modernes Ferienschema orientiert sich formal ja noch daran.
Doch auch in den neu angesiedelten Fabriken der Textil-, Glas-, Leder- und Holzindustrie war Kinderarbeit, wie wir sie heute vor allem aus der Dritten Welt kennen, keine Seltenheit. Nach einer Untersuchung von Stadtarzt Dr. Castpar waren etwa 1909 nur 18 % der Kinder gesund, und Blutarmut, Rachitis und Wirbelsäulenverkrümmung sind unter ihnen weit verbreitet gewesen. Die Wohnsituation der meist sehr kinderreichen Familien blieb oft erbärmlich. Zwar arbeiteten Männer, die früher in der Landwirtschaft oder als Tagelöhner ihr Auskommen gefunden hatten, nun in den Fabriken, doch der karge, in zwölfstündigen Schichten verdiente Lohn reichte oft nicht einmal, um auch nur die einfachsten Grundbedürfnisse der Familie halbwegs zu befriedigen. Die Arbeiter in den 38 Zuffenhäuser Möbelfabriken gründeten daher bald eigene Gewerkschaften; die Lederarbeiter folgten ihnen, ebenso die Metaller und die Frauen in den Textilfabriken. Aus diesen gewerkschaftlich motivierten Vereinigungen gingen bald Arbeitersportvereine, Gesang- und Wandervereine hervor. Auch andere Gruppen entstanden, in denen Weiter- und Ausbildungsprogramme geplant und realisiert wurden.
Das Bedürfnis nach einem Ort für Tagungen, Schulungen, Räumlichkeiten für kulturelle Veranstaltungen, einer Stätte der Begegnung, der Diskussion, der Aktion, aber auch einem Ort der Ruhe und der Erholung war groß. So war die Idee vom „Waldheim“ geboren.
Am 28. Mai 1911 wurde der „Verein Waldheim Zuffenhausen 2011 e.V.“ gegründet. Auf einem ca. 200 a großen Grundstück im Birkenwald (am Bahnhof Neuwirtshaus, heute Alcatel/SEL-Gelände) gab es neben einem großen Kinderspielplatz, einen Sportplatz, einen großen Saal mit Theaterbühne sowie eine durch die Mitglieder selbst bewirtschaftete Gaststätte mit zahlreichen Nebenräumen. Auch eine 60-Mann-Musikkapelle wurde gegründet. Die Festrede zur Eröffnung hielt damals die spätere Landtags- und Reichstagsabgeordnete und letzte Alterspräsidentin des Reichstages vor dem Dritten Reich, Clara Zetkin.
1933 allerdings verboten die Nazis den „linken“ Verein und enteigneten seinen Besitz. Schon 1945 lebte er jedoch wieder auf. Unter Mithilfe des Bezirksvorstehers von Zuffenhausen und Stuttgarter Gemeinderats, Emil Schuler, wurden langwierige Verhandlungen über die Rückerstattung des enteigneten Vermögens geführt. 1950 entstand auf der Schlotwiese an der Hirschsprungallee ein neues Waldheimgelände mit einem der Gastlichkeit gewidmeten Haus.
Der Verein führt im Rahmen der Stadtranderholung seit Jahrzehnten Kinder- und Jugendfreizeiten zusammen mit der AWO Kornwestheim durch. Seit 2011 existiert dort der einzige Waldklettergarten auf Stuttgarter Gemarkung. Außerdem werden Outdoor-exit-Games und Bogenschießen angeboten.

### Waldheim Sillenbuch (Clara-Zetkin-Haus)

#### Gründung

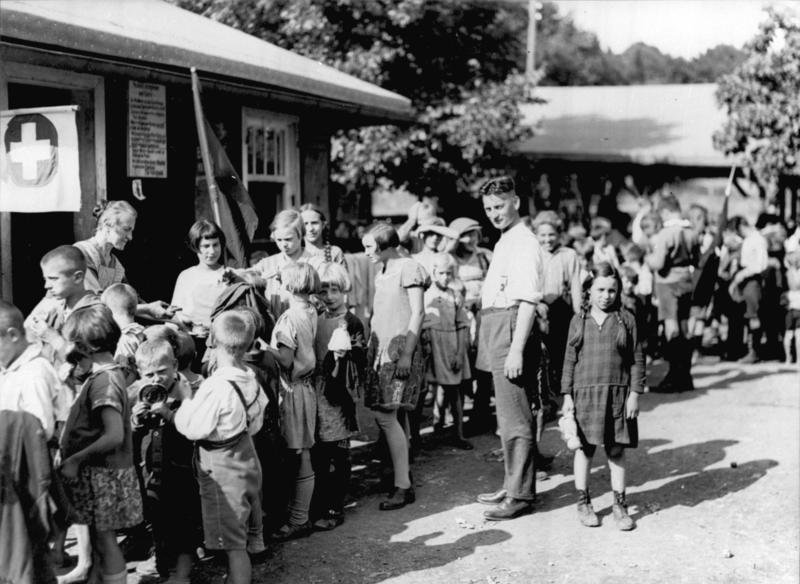
Waldheim Sillenbuch um 1926

Mit der Eintragung ins Stuttgarter Vereinsregister unter Nummer 240 wurde am 10. Mai 1909 der Stuttgarter Waldheimverein Sillenbuch gegründet. In einem feierlichen Akt am 27. Juni 1909 hatte der erste Vorsitzende Friedrich Westmeyer der Stuttgarter Arbeiterschaft das Waldheim Sillenbuch übergeben. Für die Gründer um Friedrich Westmeyer und Clara Zetkin galt der Grundgedanke, den arbeitenden Menschen einen Platz zu schaffen, an dem sie an ihren freien Tagen der damals herrschenden häuslichen Armut in der stickigen Stuttgarter Kessellage entfliehen und sich im Kreis der Familie mit Freunden und Bekannten treffen konnten, um sich zu erholen. Dabei war es besonders wichtig, dass es sich um einen eigenen Platz handelte, der nicht unter der Kontrolle eines nur kommerziell denkenden Gastronomiebetriebes oder unter der Aufsicht eines restriktiven Parkwächters stand. Sport und Spiel auf Wiesen und Plätzen sollte für die Arbeiterfamilien ermöglicht werden.
Das Waldheimgrundstück (Koordinate) konnte damals mit Hilfe des in Sillenbuch (Sillenbuch gehörte erst ab 1937 zu Stuttgart) lebenden Ehepaars Clara Zetkin und Friedrich Zundel gefunden werden. In Freizeitarbeit wurde gemeinsam geschaffen was Jung und Alt erfreute: Schaukeln, Karussell, Kletterbaum, Kegelbahn und Schießstand, darüber hinaus gab es eine kleine Sommerbühne für Schwänke und Kasperletheater.
Eine Besonderheit stellte die Organisation des Wirtschaftsbetriebes im Waldheim dar. Für den Besuch des Waldheimes wurden an seine Mitglieder Familienjahreskarten zu 20 Pfennigen (Stand 1910) ausgegeben, Familienmitglieder über 18 Jahre und dem Waldheimverein angeschlossene andere Arbeitervereine kauften besondere Karten. Der Geschäftsbetrieb wurde durch eine Wirtschaftskommission geregelt, deren Leitung der Vereinsvorstand und ein gewählter Wirtschaftskassierer innehatte. Die Arbeit der Bewirtschaftung teilten sich die Waldheim-Mitglieder in einem „rotierenden System“ auf. War die Gästezahl unerwartet groß, so konnte der Wirtschaftsleiter unter den anwesenden Mitgliedern weitere Leute zur Mithilfe auffordern. Eine fundamentale Regelung des Waldheims war, dass für die Besucher keinerlei Verzehrszwang bestand, d. h., sie konnten auf dem Gelände ihr von zu Hause mitgebrachtes Essen verzehren.

#### Polarisierung und Spaltung der Waldheimbewegung
Der Erste Weltkrieg setzte der Vorstellung einer einheitlich organisierten Arbeiterschaft ein jähes Ende. Durch die jetzt immer stärker zu Tage tretenden unterschiedlichen politischen Strömungen unter den Waldheim-Mitgliedern wurde auch das Leben in den Waldheimen immer mehr durch politische Auseinandersetzungen um die Ausrichtung der jeweiligen Vereine und die Waldheimleitung bestimmt. Die Linken – deren wichtige Repräsentanten Rosa Luxemburg und Karl Liebknecht waren – nahmen eine grundsätzliche Haltung gegen eine Unterstützung des Krieges ein, während die Anhänger der Sozialdemokratischen Parteiführung eine Burgfriedenspolitik bejahten. Die damaligen Auseinandersetzungen beschreibt Jacob Walcher: „Je länger je mehr erwiesen sich die Waldheime als ideale Informations- und Beratungszentren. Für manchen Sieg in Parteiversammlungen über die Rechten sind im Sillenbucher Waldheim die organisatorischen Voraussetzungen in die Wege geleitet worden.“ Entsprechende politische Auseinandersetzungen gab es auch innerhalb der sozialdemokratischen Jugendbewegung. So entwickelte sich das Waldheim Sillenbuch zu einem bekannten Treffpunkt der Stuttgarter linkssozialdemokratischen Jugend. Für die Stuttgarter Freie sozialistische Jugend war mit dem Waldheim ein wichtiger Versammlungsort geschaffen.
Die Sillenbucher Waldheim-Mitglieder waren politisch überwiegend durch Anhänger und Vertreter der Parteilinken (später von Spartakus und KPD) repräsentiert. Vergleichsweise hierzu hatte im Waldheim Stuttgart-Heslach 1916 die Übernahme des Waldheimvereins durch regierungstreue Mehrheitssozialisten stattgefunden, was den Ausschluss der linken Anhänger um Friedrich Westmeyer zur Folge hatte. In den 20er Jahren gab es in den Waldheimen Sillenbuch und Gaisburg heftige Auseinandersetzungen um die Frage der „Bolschewisierung“, bzw. um den Kurs der „Stalinisierung“ (RGO-Politik und Sozialfaschismusthese) der KPD. So konnten sich Mitglieder, die dem damaligen KPD-Kurs folgten, im Waldheim Sillenbuch durchsetzen, weshalb Mitgliedern der KPO kurzerhand Hausverbot erteilt wurde.

#### Zeit des Nationalsozialismus – Auflösung und Verbot der Waldheimvereine
Am 14. September 1933 kam das politische Aus für das Waldheim Sillenbuch. Das Waldheimgelände wurde beschlagnahmt, die Vorstände und führenden Vereinsmitglieder, darunter befanden sich Heinrich Baumann und Karl Scheck, wurden verhaftet. Tags zuvor, schon vor der „Legalisierung“ des Gesetzes, war das Vereinsvermögen beschlagnahmt worden. Am 16. November 1933 wurde der Waldheimverein aus dem Vereinsregister gestrichen. Viele der inhaftierten Waldheimaktivisten überlebten die Konzentrationslager nicht. Insgesamt wurden 54 Mitglieder des Vereins, darunter 9 Frauen, verfolgt und inhaftiert.
Ihre Haftorte waren die KZ, Lager und Strafanstalten Heuberg, Kuhberg, Welzheim, Dachau, Buchenwald, Neuengamme, Ludwigsburg, die der Frauen Gotteszell, Moringen, Lichtenburg, und Ravensbrück. Der letzte Vorsitzende vor der Auflösung des Sillenbucher Waldheimvereins, KPD-Stadtrat Heinrich Baumann, kam am 23. Februar 1945 im KZ Dachau um. Im Stuttgarter Osten ist nach ihm eine Straße benannt.

#### Nachkriegszeit – Politisches Zentrum der Stuttgarter Linken
1945 hatten überlebende Mitglieder des Waldheimvereins Sillenbuch eine Neugründung vorgenommen, die Eintragung erfolgte erst 1947. Ab 1948 wurde begonnen, das Gelände und Haus wieder herzurichten. Das Waldheim – dies gilt für das Haus Sillenbuch und Gaisburg gleichermaßen – wurde rasch wieder zu einem geistigen und organisatorischen Zentrum der Stuttgarter Linken. Zu nennen sind die Bewegungen gegen KPD-Verbot, Wiederbewaffnung, Notstandsgesetz, Berufsverbot. Waldheime waren Treffpunkte der Stuttgarter Friedensbewegung. Zwischen KPD-Verbot (1956) und Gründung der DKP (1968) waren die Waldheime Sillenbuch und Gaisburg Stätten, an denen die „illegalen“ Kommunisten Formen der politischen und organisatorischen Arbeit, trotz Repression, erörterten und koordinierten.
In den beiden Waldheimen trafen sich in den 60er und 70er Jahren Vertreter der Stuttgarter linken Studenten mit Kommunisten und Gewerkschaftern zu Diskussionen und Seminaren. Für die Stuttgarter Hochschulgruppen von DKP und MSB Spartakus sowie für die SDAJ waren diese Häuser (70er und 80er Jahre) wichtige Tagungs- und Begegnungsorte, das galt auch für die Stadtteil- und Betriebsgruppen DKP.
1972, anlässlich des 115. Geburtstags von Clara Zetkin beschloss die Jahreshauptversammlung dem Waldheim den Namen „Clara-Zetkin-Haus“ zu geben. Das Clara-Zetkin-Haus wurde in den Folgejahren zu einem Ort an dem unterschiedliche Vereine und Organisationen wirkten. Zu nennen sind heute neben Naturfreunde, Sozialdemokraten, Kommunisten, Grüne, Volkshochschule, Gewerkschaften auch vielerlei Initiativen und Vereine. So gibt es Kultur auf allen gesellschaftlichen Ebenen für Jung und Alt; gut besucht sind politische wie auch musikalische Veranstaltungen, Lesungen und Ausstellungen. Die Satzung erfuhr entsprechend der Änderung der Rahmenbedingungen mehrfach eine Veränderung. Geblieben ist ein Ort der Begegnung, den viele Menschen schätzen und lieben; ein bedeutendes Forum für Kritik und Solidarität.

### Waldheim Gaisburg
1911 entstand das Waldheim Gaisburg. Ebenfalls als Selbsthilfeorganisation der Arbeiterfamilien und der Arbeiterbewegung im Stuttgarter Osten. Wie das Sillenbucher Waldheim, so ist auch das Waldheim Gaisburg seit seiner Gründung eng mit der Gewerkschafts-, Arbeiter- und Friedensbewegung verbunden. Schon lange gehörte es für viele aktive Gewerkschafter zur Tradition, im Anschluss an die Kundgebung zum ersten Mai, diesen Tag im Waldheim zu begehen. Wie schon 1911 wird das Waldheim getragen vom Verein Waldheim Gaisburg e. V. Sein Ziel ist die Erhaltung des Waldheims als Treffpunkt für Kultur, Freizeit und Politik. Die Vereinsmitglieder erhalten Haus, Garten und Spielplatz und erarbeiten Angebote für Kultur-, Diskussions- und Freizeitveranstaltungen. Lange Zeit wurde die Bewirtschaftung von den Mitgliedern unentgeltlich im „rotierenden System“ durchgeführt.

### Waldheim Raichberg
Nach der Spaltung der Arbeiterbewegung schuf sich die SPD in Stuttgart Ost zusammen mit Arbeitersportlern 1932 ein eigenes Waldheim in direkter Nachbarschaft zum Waldheim Gaisburg. In nur kurzer Zeit entstand ein Vereinsheim und ein Sportplatz im ehemaligen Sandsteinbruch. Am 20. Mai 1932 gründete sich der Waldheimverein, deren Vorsitz der Betriebsratsvorsitzende des Gaisburger Gaswerks und SPD-Gemeinderat Gotthilf Bayh übernahm. Die Nationalsozialisten enteigneten schon 1933 Gebäude und Gelände und in den Jahren 1943 und 1944 zerstörten Bomben das Vereinsheim komplett.
1947 gründete sich der Waldheimverein wieder und eröffnete fünf Jahre später ein neues Vereinsheim. Die Besonderheit des Waldheim Raichbergs ist, dass bis zum heutigen Tag Mitglied nur werden kann wer vom Ortsverein SPD Stuttgart Ost gewählt wird. Dies geht auf die Spaltung der Arbeiterbewegung in KPD und SPD in den 1920er Jahren zurück. Im Laufe der Zeit übernahmen die KPD Anhänger im Waldheim Gaisburg die Oberhand und drängten so die Sozialdemokraten aus dem Waldheim. Um solch eine Verdrängung in Zukunft zu verhindern wurde die Waldheim Mitgliedschaft lange Zeit an die SPD Mitgliedschaft geknüpft. Inzwischen bedarf es keiner SPD Mitgliedschaft mehr, der Ortsverein der SPD Stuttgart Ost muss jedoch weiterhin die Mitgliedschaft bestätigen.
Das Vereinsheim ist noch heute ein zentraler Treffpunkt von Mitgliedern der SPD Stuttgart Ost. Es wird von einer Pächterfamilie bewirtschaftet und ist mit Gartenterrasse und Spielplatz für alle Anlässe geöffnet. Auch der Sportplatz wird noch immer aktiv genutzt und an verschiedene Freizeitgruppen vermietet.

### Waldheim Heslach
Der Heslacher Bürger Karl Oster startete im Jahre 1908 die Initiative, für die arbeitende Bevölkerung einen Erholungsplatz zu schaffen. Viel Mühe und Idealismus waren notwendig, um einen geeigneten Platz zu finden, das Geld für den Kauf des Geländes aufzubringen und einen Verein zu gründen, der die ganze Vorstellung verwirklichen konnte. Im März 1908 fand Karl Oster einen Baumgarten im Heslacher Dachswald. Mit der Ausgabe von Anteilscheinen zu 5,– Mark wurde versucht, den Grundstückspreis zu finanzieren. Der zustande gekommene Betrag reichte jedoch nicht aus. Oster gelang es, das notwendige Geld von einem Sponsor zu erhalten.
Viel Initiative erforderte die Gestaltung der erworbenen Grundstücke. An Ostern 1908 konnte das Waldheim eröffnet werden. Der Erste Weltkrieg brachte einen tiefen Einschnitt in das kulturelle und politische Geschehen im Waldheim Heslach, eine Zeit der Polarisierung und Spaltung der Arbeiterbewegung. Das Dritte Reich brachte das Ende des Waldheimvereins. Die Nationalsozialisten verkauften das Anwesen 1934 an eine Stuttgarter Kirchengemeinde. Diese war jedoch nicht in der Lage, das Waldheim zu unterhalten und zu erhalten. Die Heslacher Arbeiter waren sich einig, das Waldheim nicht mehr zu besuchen. Nach Rückgabe an die Stadt Stuttgart stellte diese das Haus der Hitlerjugend zur Verfügung. Was in dieser Zeit nicht zerstört wurde, fiel den Bombenangriffen im Zweiten Weltkrieg zum Opfer. Nach 1945 fanden sich wieder Heslacher Bürger zusammen, um neu zu beginnen.
Am 1. Mai 1953 konnte das Waldheim wieder eingeweiht werden.

## Waldheime der Konfessionen

### Waldheim Feuerbachtal
Das Waldheim Feuerbachtal im Feuerbacher Tal war das erste von der evangelischen Kirche betriebene Waldheim in Stuttgart. Dort wurden 1921 die ersten Freizeiten durchgeführt, diese wurden von Jugendpfarrer Theodor Zimmermann (1893–1974) geleitet, der später nach Heilbronn berufen wurde, wo er die Gründung des Waldheims auf dem Gaffenberg (heute das größte Kinderwaldheim in Europa) veranlasste. Eine zweistöckige Rutsche gilt als Markenzeichen des Waldheims Feuerbachtal.
Allgemeines
Die Johannes-Brenz-Schule wurde zum Schuljahr 1991/92 mit Hortangebot im Waldheim Feuerbachtal gegründet. Später zog die Schule in die Hohe Straße um. Im Waldheim Feuerbachtal finden die kompletten 6 Sommerferienwochen Freizeitangebote statt, die in 2 Wochenblöcke (Abschnitte) eingeteilt sind. Der erste Abschnitt ist dabei mit z. T. über 250 Kindern regelmäßig der Größte. Im ersten Abschnitt ist zusätzlich besonders die „Juniorschulung“ für 15-jährige, in der diese zu Waldheimmitarbeitern ausgebildet werden. Der zweite Abschnitt wird als integrativer Abschnitt durchgeführt, in dem auch Kinder mit Behinderung teilnehmen können. Durch das Waldheimgelände fließt der Feuerbach.

### Waldheim Frauenkopf
Das evangelische Waldheim Frauenkopf wurde 1922 von der Evangelischen Kirche gegründet.
1907 erfolgte die Verpachtung des Waldheimgrundstücks von 40 Ar der Staatsforstverwaltung an den Verschönerungsverein Stuttgart. Dann wurde die Errichtung einer Blockhütte und eines umzäunten Spielplatzes vorgenommen. Kinderprogramme in den Sommerferien gab es erstmals 1922. Bis 1930 wurden verschiedene Erweiterungsbaumaßnahmen durchgeführt. Ab 1931 wurden während des Sommers sonntägliche Frühandachten abgehalten. Im Gegensatz zu den Waldheimen der Arbeiterbewegung resultierten 1933 aus der Machtübernahme der Nationalsozialisten keine wesentlichen politisch-organisatorischen Konsequenzen, der Betrieb ging weiter bis 1944 die vollständige Zerstörung der Waldheimgebäude durch den ersten Luftangriff auf Gablenberg erfolgte. Nach dem Wiederaufbau begann ab 1950 ein ganzjähriger Betrieb. Das Waldheim Frauenkopf wurde zum festen Platz im Leben der kirchlichen Gemeinde; geboten wurden unter anderem Mütterfreizeiten, Altennachmittage und Männerrüstzeiten. Die Sanierung der Gebäude auf dem Gelände war der Kirche jedoch zu teuer, so dass der Pachtvertrag mit der Stadt Stuttgart zum 31. März 2014 gekündigt wurde, sich somit nicht um weitere 10 Jahre verlängerte, und das Waldheim geschlossen wurde. Gegen die Rückverwandlung des Geländes in den ursprünglichen Zustand durch Abriss der Gebäude und Abbau der Spielgeräte gab es Widerstand. Um mögliche Nachnutzung des Geländes zu prüfen, wurde Ende 2014 der Pachtvertrag bis März 2016 verlängert. Anfang 2016 wurde der Pachtvertrag erneut verlängert, eine Entscheidung zu einer möglichen Weiternutzung steht noch aus.
Im Sommer 2025 fand erstmalig wieder eine verkleinerte Waldheimfreizeit auf dem Gelände statt, jedoch ohne Nutzung der Gebäude. Grund hierfür war, das der Vertrag für eine Interimslösung auf einem nahegelegenen Sportgelände ausgelaufen war.

### Waldheim Schmellbachtal
Das 1973 eingeweihte Waldheim Schmellbachtal wurde von den katholischen Fildergemeinden gegründet und gehört heute der katholischen Gesamtkirchengemeinde Stuttgart-Filder. Ziel war es ein Waldheim für die Stadtranderholung für Kinder und Senioren und für die Gemeindearbeit zu errichten.

### Waldheim Lindental
Das Gelände des heutigen Waldheim wurde 1929 von der Gemeinde St. Josef erworben und liegt auf Weilimdorfer Gemarkung. Heute betreibt die Gemeinde von April bis Oktober eine kleine Gastwirtschaft. In den Sommerferien werden dort im Rahmen eines Ferienprogramms Kinder betreut.

## Stadtranderholung
Waldheime waren (und sind bis heute) Orte, an denen Stadtkinder kostengünstig ihre Ferien verbringen können. Die Kinder im Alter zwischen 6 und 14 Jahren verbringen dabei die Tage im Waldheim, wo sie auch alle Mahlzeiten einnehmen, übernachten aber zuhause. Sie werden ihrem Alter entsprechend in Gruppen eingeteilt, die von Jugendlichen betreut werden, die sich ehrenamtlich engagieren. In Stuttgart sind die Träger der Stadtranderholung, die Caritas, die Arbeiterwohlfahrt und der evangelische Kirchenkreis Stuttgart in der Arbeitsgemeinschaft Stuttgarter Waldheime zusammengeschlossen.